# ريوشي ياناجيساوا
ريوشي ياناجيساوا (باليابانية: 柳澤 龍志؛ مواليد 22 يونيو 1972) هو مُقاتل فنون قتالية مختلطة ومصارع محترف وكيك بوكسر ياباني.

## وصلات خارجية
- ريوشي ياناجيساوا على موقع شيردوغ (الإنجليزية)
- ريوشي ياناجيساوا على موقع CageMatch worker (الإنجليزية)
- ريوشي ياناجيساوا على موقع قاعدة بيانات المصارعة على الإنترنت (الإنجليزية)